# アレクサンダー・アルメンタ
ホセ・アレクサンダー・アルメンタ・カストロ（José Alexander Armenta Castro、2004年6月26日 - ）は、メキシコ・シナロア州ロスモチス出身のプロ野球選手 （投手・育成選手）。左投左打。福岡ソフトバンクホークス所属。

## 経歴

### プロ入り前
7歳の時に、地元のLiga Teodoro Higuera（地元出身のMLB投手テディ・ヒゲーラの名前を冠したリーグ）で野球を始めた。当時は一塁手だったが、指導者が投手としての可能性を見出したため、まもなく投手に転向した。11歳でロスモチス近郊アオメにあるLiga Beisbol de Ahomeに移籍した。
その後16歳の誕生日を迎えた2020年秋には、カニェロス・デ・ロス・モチスの地元枠選出に選ばれた。
2021年6月23日にはキンタナロー・タイガースでメキシカンリーグデビューを飾った。
同年10月4日、2022年から福岡ソフトバンクホークスでプレーすることが発表された。

### ソフトバンク時代
2022年は、新型コロナウイルス禍の影響により、入国が3月にずれ込んだ。3軍戦18試合、33回を投げて0勝3敗、防御率5.73だった。
2023年は、主に中継ぎとして3軍・4軍戦合わせて計38試合を投げ、計57回1/3で1勝2敗11セーブ、防御率2.04の結果を残した。また、これと前後して、6月23日に二軍公式戦初登板を果たした（奇しくもメキシカンリーグデビューと同日）。2軍成績は3試合4回で防御率11.25の数字だったものの、二軍デビュー戦で無失点に抑えた際は、小久保裕紀二軍監督に「今日はアルメンタが一番輝いていた」と評された。
2024年は、初めて春季キャンプをB組で迎えた。主に先発として春季教育リーグ・二軍戦で投げ、3月21日にはちゅ～るスタジアムでのくふうハヤテ戦で5回1失点で二軍公式戦初先発及び初勝利を飾ったが、4月4日のタマスタ筑後でのくふうハヤテ戦後に腰椎分離症と診断され長期離脱を余儀なくされた。8月10日にレクザムボールパーク丸亀で行われた香川オリーブガイナーズ戦で実戦復帰し、その後は10月までに5試合に登板した。10月29日に帰国した。

## 選手としての特徴

### 投球
最速156km/hのストレートと大きく曲がるカーブ、チェンジアップ、スライダーを武器とする。メキシコ時代の指導者のラファエル・アロージョによると、「フリオ・ウリアスとオリバー・ペレスを合わせたような投手」とのこと。
また、2024年からホークスのコーチに復帰するため、秋季キャンプを見ていた倉野信次1軍投手コーチ兼ヘッドコーディネーターには、フォームと球のギャップが大きいことから、「あんな19歳は、マイナーのルーキーリーグにいたけど目立つ素材だと思う。凄く楽しみ」と評された。

## 人物
豚骨ラーメンとチャーハンが好きだが、2023年7月時点では寮の外で食べたことはない。同僚のロベルト・オスナの地元・フアン・ホセ・リオスとアルメンタの地元ロスモチスは30㎞程度しか離れていない。
1年目のオフにメキシコで本人が語ったところによると、ソフトバンクとの契約は6年契約とのこと。また、最終的にはMLBでプレーしたいという希望を持っている。

## 詳細情報

### 背番号
- 135（2022年 - ）

### 登場曲
- 「[El abayarde」 Tego Calderon（2023年 - ）